# Emma Kullberg
Emma Kullberg, née le 25 septembre 1991 à Umeå en Suède, est une footballeuse internationale suédoise. Elle évolue au poste de défenseure au club du BK Häcken. Elle remporte la médaille d'argent avec l'équipe de Suède lors des Jeux olympiques de Tokyo en 2021.

## Biographie

### En club
Le 1er janvier 2022, Emma Kullberg ainsi que sa compatriote Julia Zigiotti Olme quittent leur pays natal pour signer à Brighton & Hove Albion,.

## Palmarès

### En sélection
- Suède
  - Jeux olympiques :
    -  Médaille d'argent en 2020.